# Vassili Tourkovski
Vassili Tourkovski - en russe : Василий Турковский et en anglais : Vasily Turkovsky (né le 3 septembre 1974 à Saratov en URSS) est un joueur professionnel russe de hockey sur glace. Il évoluait au poste de défenseur.

## Biographie

### Carrière de joueur
Formé au Kristall Saratov, il débute dans le championnat d'URSS en 1989. De 1993 à 2001, il porte les couleurs du HK CSKA Moscou dans la Superliga avant de rejoindre le Severstal Tcherepovets. Il a évolue également avec les Ak Bars Kazan, le Metallourg Magnitogorsk, le HC MVD. Il met un terme à sa carrière en 2009 après deux saisons à l'Amour Khabarovsk.

### Carrière internationale
Il a représenté la Russie en sélections senior.

## Trophées et honneurs personnels
Superliga
- 2002 : participe au Match des étoiles avec l'équipe Ouest.
- 2002-2003 : nommé dans l'équipe type.

## Statistiques

### En club
| Saison    | Équipe                  | Ligue     |    | Saison régulière | Saison régulière | Saison régulière | Saison régulière | Saison régulière |    | Séries éliminatoires | Séries éliminatoires | Séries éliminatoires | Séries éliminatoires | Séries éliminatoires |
| Saison    | Équipe                  | Ligue     | PJ | B                | A                | Pts              | Pun              | PJ               | B  | A                    | Pts                  | Pun                  |                      |                      |
| 1989-1990 | Kristall Saratov        | URSS      | 6  |                  |                  |                  |                  |                  |    |                      |                      |                      |                      |                      |
| 1990-1991 | Kristall Saratov        | URSS      | 6  |                  |                  |                  |                  |                  |    |                      |                      |                      |                      |                      |
| 1991-1992 | Kristall Saratov        | Superliga | 2  |                  |                  |                  |                  |                  |    |                      |                      |                      |                      |                      |
| 1992-1993 | Kristall Saratov        | Superliga | 41 | 0                | 0                | 0                | 50               |                  |    |                      |                      |                      |                      |                      |
| 1993-1994 | Russian Penguins        | LIH       | 6  | 0                | 2                | 2                | 11               | --               | -- | --                   | --                   | --                   |                      |                      |
| 1993-1994 | CSKA Moscou             | Superliga | 46 | 0                | 2                | 2                | 60               |                  |    |                      |                      |                      |                      |                      |
| 1994-1995 | CSKA Moscou             | Superliga | 46 | 1                | 2                | 3                | 22               | --               | -- | --                   | --                   | --                   |                      |                      |
| 1995-1996 | CSKA Moscou             | Superliga | 51 | 0                | 1                | 1                | 88               |                  |    |                      |                      |                      |                      |                      |
| 1997-1998 | CSKA Moscou             | Superliga | 46 | 3                | 11               | 14               | 42               |                  |    |                      |                      |                      |                      |                      |
| 1998-1999 | CSKA Moscou             | Superliga | 42 | 8                | 5                | 13               | 20               | 3                | 0  | 0                    | 0                    | 4                    |                      |                      |
| 1999-2000 | CSKA Moscou             | Superliga | 38 | 4                | 7                | 11               | 36               |                  |    |                      |                      |                      |                      |                      |
| 2000-2001 | CSKA Moscou             | Superliga | 36 | 2                | 5                | 7                | 44               |                  |    |                      |                      |                      |                      |                      |
| 2001-2002 | Severstal Tcherepovets  | Superliga | 46 | 1                | 9                | 10               | 61               |                  |    |                      |                      |                      |                      |                      |
| 2002-2003 | Severstal Tcherepovets  | Superliga | 49 | 4                | 14               | 18               | 38               | 12               | 1  | 3                    | 4                    | 6                    |                      |                      |
| 2003-2004 | Ak Bars Kazan           | Superliga | 55 | 1                | 12               | 13               | 22               | 3                | 0  | 0                    | 0                    | 4                    |                      |                      |
| 2004-2005 | Severstal Tcherepovets  | Superliga | 57 | 6                | 14               | 20               | 54               | --               | -- | --                   | --                   | --                   |                      |                      |
| 2005-2006 | Severstal Tcherepovets  | Superliga | 47 | 7                | 8                | 15               | 107              | 4                | 1  | 0                    | 1                    | 4                    |                      |                      |
| 2006-2007 | Metallourg Magnitogorsk | Superliga | 9  | 0                | 0                | 0                | 16               | --               | -- | --                   | --                   | --                   |                      |                      |
| 2006-2007 | Severstal Tcherepovets  | Superliga | 18 | 1                | 4                | 5                | 20               | --               | -- | --                   | --                   | --                   |                      |                      |
| 2007-2008 | HK MVD                  | Superliga | 3  | 0                | 1                | 1                | 4                |                  |    |                      |                      |                      |                      |                      |
| 2007-2008 | Amour Khabarovsk        | Superliga | 32 | 2                | 9                | 11               | 26               | 4                | 0  | 0                    | 0                    | 22                   |                      |                      |
| 2008-2009 | Amour Khabarovsk        | KHL       | 52 | 1                | 11               | 12               | 64               | --               | -- | --                   | --                   | --                   |                      |                      |

### En équipe nationale
| Année | Compétition                 |   | PJ | B | A | Pts | Pun                                          |  | Résultats |
| 1994  | Championnat du monde junior | 7 | 0  | 0 | 0 | 4   | Médaille de bronze                           |  |           |
| 2003  | Championnat du monde        | 7 | 0  | 0 | 0 | 0   | Éliminée en quart de finale                  |  |           |
| 2004  | Championnat du monde        | 4 | 0  | 0 | 0 | 6   | Non qualifiée pour les séries éliminatoires. |  |           |